# Chrysso intervales
Chrysso intervales là một loài nhện trong họ Theridiidae.
Loài này thuộc chi Chrysso. Chrysso intervales được miêu tả năm 2006 bởi Gonzaga, Leiner & Santos.